# Thomas Dolby
Pour les articles homonymes, voir Dolby (homonymie).
Thomas Dolby (né Thomas Morgan Robertson, le 14 octobre 1958 à Hammersmith) est un musicien, chanteur et acteur anglais.

## Biographie
Son père est un archéologue des universités de Londres et d'Oxford. Il voyage durant sa jeunesse en Grèce, en France et en Italie.
Après avoir participé à l'album 4  du groupe britannique Foreigner, il se lance dans une carrière solo et se fait connaître grâce à ses tubes de synthpop She Blinded Me With Science (1982) et Hyperactive! en 1984. Il est également célèbre comme artiste de scène, producteur, inventeur et entrepreneur (sa société, Beatnik, a créé un logiciel de création de sonneries polyphoniques utilisé dans plus de 500 millions de téléphones mobiles).
Il est également connu pour sa participation pendant le concert de The Wall à Berlin durant lequel il joue le rôle de l'instituteur. En 2009, Daniel Shenton reprend la Flat Earth Society, un groupe de personnes qui pensent que la terre est plate, alors tombé en désuétude. C'est à la suite de l'écoute de l'album de Thomas Dolby The Flat Earth (la Terre plate) que l'idée fait son chemin. Il propose d'ailleurs à Thomas Dolby la première carte de membre numérotée #00001 que ce dernier accepte.

## Vie privée
Il est marié avec l'actrice Kathleen Beller depuis 1988, ils ont trois enfants.

## Discographie

### Albums
- The Golden Age of Wireless (1982) UK #65
- The Flat Earth (1984) UK #14
- Gothic (Music From The Film) (1987)
- Aliens Ate My Buick (1988) UK #30
- Astronauts & Heretics (1992) UK #35
- The Gate To The Mind's Eye (1994)
- Forty:Live (2003)
- The Sole Inhabitant Live (2006)
- A Map Of The Floating City (2011)

### Singles
- Urges (1981)
- Europa And The Pirate Twins (1981) UK #48
- Airwaves (1982)
- Windpower (1982) UK #31
- She Blinded Me With Science (1982) UK #49
- One of our submarines (1982)
- Get Out Of My Mix (1983)
- Hyperactive! (1984) UK #17
- I Scare Myself (1984) UK #46
- Dissidents (1984) UK #90
- May The Cube Be With You (1985)
- Howard The Duck (1986)
- Field Work (1986) UK #98
- The Devil Is An Englishman (1987)
- Airhead (1988) UK #53
- Hot Sauce (1989) UK #80
- My Brain Is Like A Sieve (1989)
- Close But No Cigar (1992) UK #22
- I Love You Goodbye (1992) UK #36
- Silk Pyjamas (1992) UK #62
- Oceana (2011)
- Spice Train (2011)

En gras les classements officiels de ventes de disques au Royaume-Uni.

### Acteur

#### Cinéma
- 1990 : Rockula : Stanley